# Division d'infanterie nord-africaine
Les division d'infanterie nord-africaine sont des unités de l'armée française stationnées en Métropole avant 1939 et constituées d'hommes venant d'Afrique du Nord (Algérie, Maroc, Tunisie). Ces unités combattent pendant la bataille de France en mai-juin 1940 et disparaissent de l'ordre de bataille après l'armistice.

## Historique

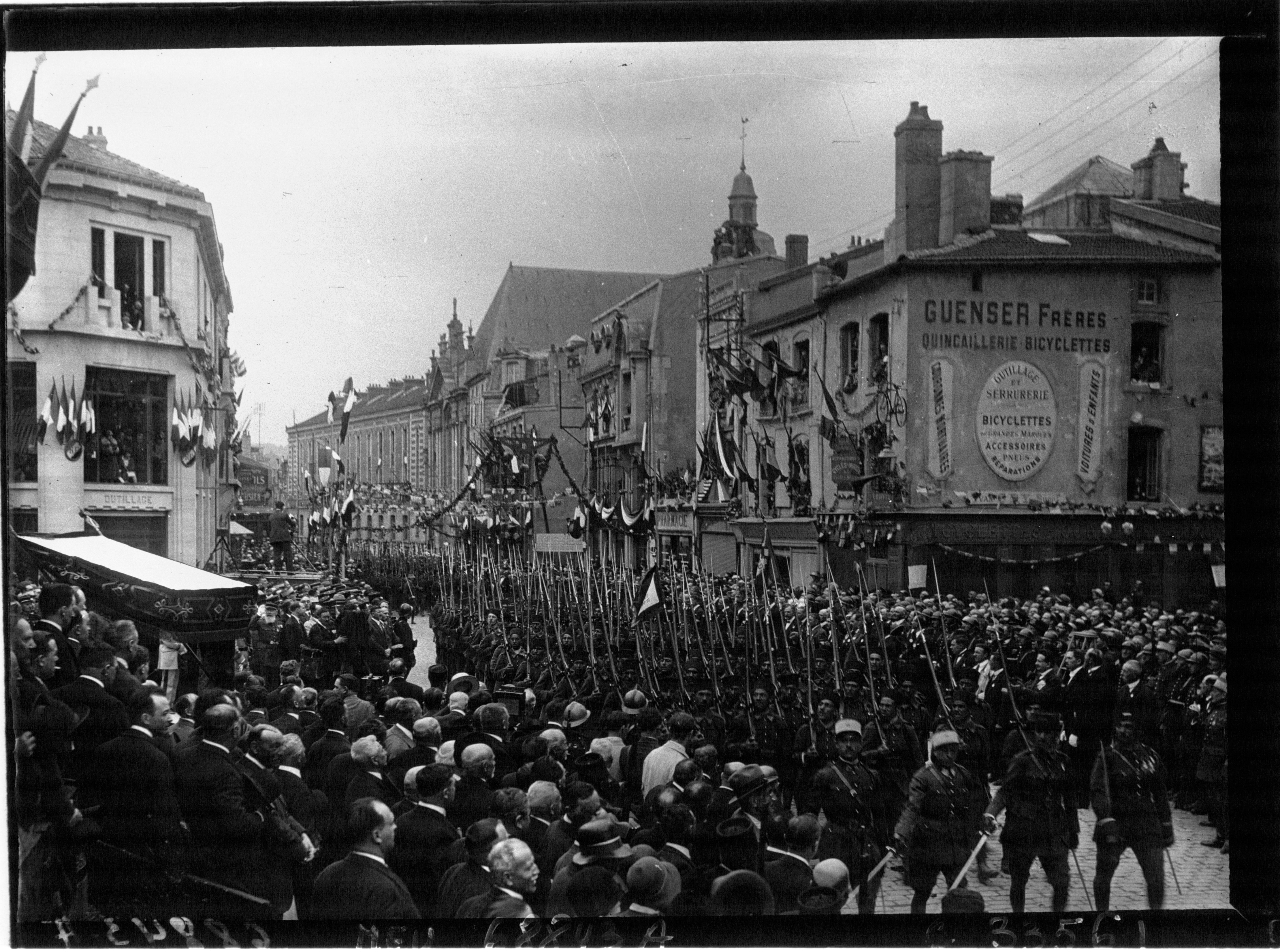
Défilé du à Verdun en juin 1929.

Les deux premières divisions d'infanterie nord-africaine sont créées en 1928 pour regrouper les unités nord-africaines affectées aux forces mobiles, aptes selon la loi du 28 mars 1928 relative à la constitution des cadres et effectifs de l'armée à répondre immédiatement à une attaque contre le territoire français. La 2e DINA est créée à Toul tandis que la 1re DINA remplace la 28e division d'infanterie dans le Sud-Est, le long du Rhône. La 3e DINA et la 4e DINA sont créées en 1936,.
Les trois dernières DINA sont créées en 1939-1940 après le début de la Seconde Guerre mondiale. En temps de paix, chaque DINA compte trois régiments d'infanterie (tirailleurs algériens, tunisiens ou marocains, zouaves, légion étrangère ou infanterie métropolitaine) et un régiment d'artillerie nord-africaine (RANA). En temps de guerre, le RANA se dédouble et la division reçoit un groupe de reconnaissance de division d'infanterie.

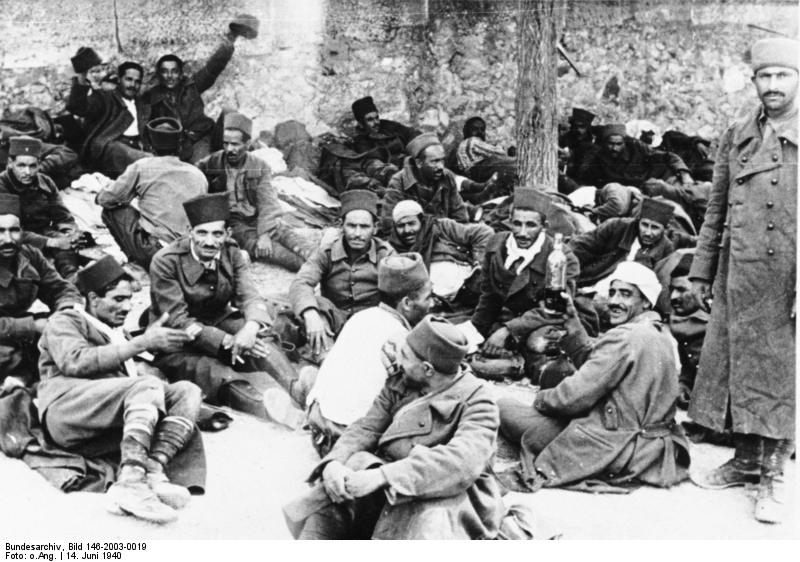
Tirailleurs capturés par les Allemands, à Marcilly-sur-Seine le 14/6/1940.

Lors de la bataille de France, la 2e DINA s'oppose avec succès aux Panzers lors de la bataille de Gembloux. Cependant, les 1re, 2e, 4e et 5e DINA sont bloquées au nord du coup de faucille allemand et piégées à Lille et à Dunkerque à la fin du mois de mai. Début juin 1940, les restes des quatre divisions et de la 1re division marocaine sont utilisés pour former la 1re division légère d'infanterie nord-africaine, détruite dans l'Ouest de la France mi-juin. Les 3e, 6e et 7e DINA sont à l'est de la percée de Sedan. La 7e DINA combat sur la Somme et parvient à retraiter jusqu'à la Haute-Vienne. Les 3e et 6e DINA sont encerclées en Meurthe-et-Moselle et se rendent le 23 juin 1940.

## Composition en 1939-1940
- 1re DINA : Lyon
  - 27e régiment de tirailleurs algériens, en garnison à Avignon
  - 28e régiment de tirailleurs tunisiens, en garnison à Montélimar
  - 5e régiment de tirailleurs marocains, en garnison à Bourg
  - 54e régiment d'artillerie nord-africain, en garnison à Lyon

- 2e DINA : Toul
  - 13e régiment de tirailleurs algériens, en garnison à Metz
  - 22e régiment de tirailleurs algériens, en garnison à Toul
  - 6e régiment de tirailleurs marocains, en garnison à Verdun
  - 11e régiment de zouaves (venu de la 5e DINA, remplace le 6e RTM)

- 3e DINA : Poitiers
  - 14e régiment de tirailleurs algériens, en garnison à Châteauroux
  - 15e régiment de tirailleurs algériens, en garnison à Périgueux
  - 24e régiment de tirailleurs tunisiens, en garnison à La Roche-sur-Yon
  - 12e régiment de zouaves (venu de la 5e DINA, remplace le 24e RTT)

- 4e DINA : Épinal
  - 21e régiment de tirailleurs algériens, en garnison à Épinal (part en octobre 1939)
  - 23e régiment de tirailleurs algériens, en garnison à Morhange
  - 25e régiment de tirailleurs algériens, en garnison à Sarrebourg
  - 7e régiment d'infanterie (d'octobre 1939 à février 1940)
  - 13e régiment de zouaves (à partir de février 1940)

- 5e DINA : mobilisée dans la XIVe et la XVe régions militaires (Lyon-Belley et Toulon-Nîmes) en septembre 1939
  - 11e régiment de zouaves (part en octobre 1939 à la 2e DINA)
  - 12e régiment de zouaves (part en octobre 1939 à la 3e DINA)
  - 14e régiment de zouaves
  - 6e régiment de tirailleurs marocains (venu de la 2e DINA)
  - 24e régiment de tirailleurs tunisiens (venu de la 3e DINA)

- 6e DINA : formée en novembre 1939
  - 9e régiment de tirailleurs marocains
  - 21e régiment de tirailleurs algériens
  - 11e régiment étranger d'infanterie

- 7e DINA : formée en mars 1940
  - 10e régiment de tirailleurs marocains
  - 20e régiment de tirailleurs tunisiens
  - 31e régiment de tirailleurs algériens

La 8e division d'infanterie nord-africaine devait être formée en avril 1940 mais prend finalement le nom de 8e division d'infanterie.

### Autres unités similaires
- 1re division marocaine
  - 1er régiment de tirailleurs marocains
  - 2e régiment de tirailleurs marocains
  - 7e régiment de tirailleurs marocains
- Divisions d'infanterie d'Afrique : les 82e, 84e, 85e et 87e DIA ont combattu en France.